# Подолоф, Морис
Морис Подолоф (англ. Maurice Podoloff, 18 августа 1890 — 24 ноября 1985) — американский адвокат, баскетбольный и хоккейный администратор. Первый президент Национальной баскетбольной ассоциации. Руководил НБА с самого её основания в 1946 году по 1963 год. Член Зала славы баскетбола с 1974 года.

## Биография
Морис Подолоф родился в еврейской семье в Елисаветграде, Российская империя (сейчас Кропивницкий, Украина) 18 августа 1890 года. Ещё когда он был маленьким, его семья эмигрировала в США, где он окончил среднюю школу Хиллхаус (англ. Hillhouse High School) в Нью-Хейвене, Коннектикут в 1909 году. в 1915 году окончил Йельский университет, где получил юридическое образование.
Будучи выдающимся адвокатом, Подолоф сыграл важную роль в развитии профессионального баскетбола. 6 июня 1946 года Подолоф (в то время президент АХЛ — Американской хоккейной лиги) был назначен президентом новообразованной Баскетбольной ассоциации Америки (БАА) и стал первым человеком, который руководил двумя профессиональными лигами одновременно.
В 1949 году Подолоф договорился о слиянии БАА и Национальной баскетбольной лиги в Национальную баскетбольную ассоциацию. Подолоф был выдающимся организатором и администратором. Его работа стала ключевым фактором в выживании лиги в непростые годы становления.
За 17 лет президентства Подолоф расширил НБА до 17 команд, разбив их на 3 дивизиона.
В 1947 году ввёл университетский драфт, в 1954 году ввёл правило 24 секунд, разработанное Дэном Бьязоном (англ. Dan Biasone), владельцем команды «Сиракьюс Нэшнлз», которое позволило повысить темп игры. В 1954 году Подолоф подписал первый телевизионный контракт.
Он отстранил пожизненно двух игроков «Индианаполис Олимпианс» Ральфа Бирда и Алекса Грозу за договорные матчи, когда они выступали за университет Кентукки.
Морис Подолоф покинул пост президента НБА в 1963 году. В его честь названа одна из наград НБА: Самый ценный игрок регулярного чемпионата Национальной баскетбольной ассоциации имени Мориса Подолофа (англ. Most Valuable Player trophy the Maurice Podoloff Trophy). Под этим именем она существовала вплоть до сезона 2022–23, в котором впервые была вручена награда имени Майкла Джордана.